# Мондиньи
Мондиньи́ (фр. Mondigny) — коммуна во Франции, находится в регионе Шампань — Арденны. Департамент — Арденны. Входит в состав кантона Флиз. Округ коммуны — Шарлевиль-Мезьер.
Код INSEE коммуны — 08295.
Коммуна расположена приблизительно в 195 км к северо-востоку от Парижа, в 90 км севернее Шалон-ан-Шампани, в 9 км к юго-западу от Шарлевиль-Мезьера.

## Население
Население коммуны на 2008 год составляло 181 человек.
| 1962 | 1968 | 1975 | 1982 | 1990 | 1999 | 2008 |
| ---- | ---- | ---- | ---- | ---- | ---- | ---- |
| 76   | 83   | 90   | 131  | 150  | 147  | 181  |

## Экономика

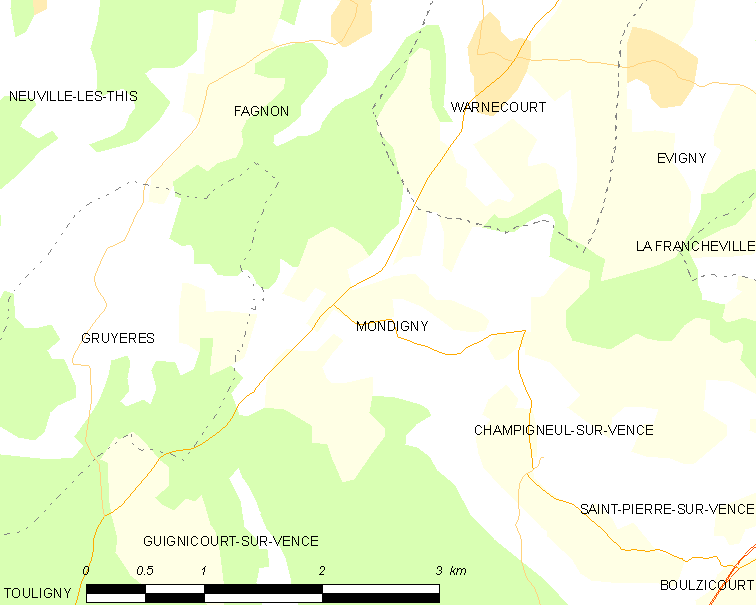
Карта коммуны

В 2007 году среди 120 человек в трудоспособном возрасте (15—64 лет) 91 были экономически активными, 29 — неактивными (показатель активности — 75,8 %, в 1999 году было 75,3 %). Из 91 активных работали 84 человека (42 мужчины и 42 женщины), безработных было 7 (3 мужчин и 4 женщины). Среди 29 неактивных 9 человек были учениками или студентами, 12 — пенсионерами, 8 были неактивными по другим причинам.